# Саларский язык
Сала́рский язык — тюркский язык огузской группы, распространён в КНР в основном в провинциях Цинхай и Ганьсу. Число носителей — около 220 000 человек.
Носители языка оторвались от сельджуков и мигрировали на восток в XIV веке (ранее, согласно преданиям, салары жили около Самарканда). В настоящее время язык испытывает сильное влияние монгольского и китайского языков.
Саларский язык впервые упомянут в XVIII в. с отнесением его к восточнотюркским (в частности, в работе Г. Н. Потанина «Тангутско-тибетская окраина Китая, т. II»).
Принадлежа к огузской группе, саларский язык обнаруживает следы кыпчакского воздействия, а также изоглоссы с восточнотюркскими, в частности, в некоторых словах обнаруживается -d- вместо -j-, как в саянских (adıg 'медведь' вместо общеогузского aju; jalaŋadax 'босоногий' наравне с ajax), в системе согласных противопоставляются прежде всего сильные и слабые, как в саянских, сарыг-югурском и фуюйско-кыргызском, а не глухие и звонкие.

## Письменность
Салары в основном используют китайский язык для письменных целей, а саларский язык — для разговорных.
У саларов не было официальной письменности, но они иногда пользовались арабской письменностью. Есть призывы стандартизировать арабскую письменность для саларского языка. Некоторые Салары требуют латинского алфавита, а некоторые саларские старые люди, которые не любят латинский алфавит, желают арабской письменности. Отсутствие официальной письменности привело к тому, что салары использовали китайскую систему письма. Китай предложил саларам официальную систему письменного перевода, весьма похожую на уйгурский латинский алфавит, но она была отклонена по тем же причинам, что и йеңи йезиқ был отклонен в Синьцзяне.
Молодые салары также начали использовать саларский алфавит, основанный на орфографии для тюркских языков. Существуют два основных варианта: TB30 и TB31. Арабский шрифт также по-прежнему пользуется популярностью среди саларов. Арабская письменность имеет исторический прецедент среди саларов; многовековые документы на саларском языке были написаны арабской вязью, когда они были обнаружены.
Уильям Вудвилл Рокхилл написал глоссарий саларов в своей книге 1894 года «Путешествие по Монголии и Тибету» в 1891 и 1892 годах с использованием латинского алфавита на основе системы латинизации Уэйда-Джайлса, используемой для китайцев.

### TB30
| А а | B b | C c | Ç ç | D d | Е е | F f | G g |
| Ğ ğ | H h | I ı | İ i | J j | K k | L l | M m |
| N n | Ñ ñ | O o | Ö ö | Р р | Q q | R r | S s |
| Ş ş | T t | U u | Ü ü | V v | X x | Y y | Z z |

## Образец текста

### «Салыр огълун»
| Саларская латиница | Саларское арабское письмо | Саларская кириллица |
| --- | --- | --- |
| Tañnanya Salır oğlun Şunxuada, Şunxua yerler yaxçuxli volar. Tüni aqqan göxli moran, Çiuril başdan exenei yanmas! Yide yüz yil otarğan, Yañi yollar ilinde. Xor: 𝄆 Salır oğlun engixlerden xorğumas, Yürğin yolda ardini qalmas! 𝄇 Tañnanya Salır oğlun Şunxuada, Dağlar sular görüxli volar. Gunçandoñ başla Salır oğlunni, Esgi yolni exenci yürmes! Elli yilni otarğan Doğru yollar ilinde. Xor | تاڭنانيا سالار ئوغلۇن شۇنخۇادا شۇنخۇا يەرلەر ياخچۇخلى ۋولار تۈنى ئاققان گۆخلى موران چىۇرىل باشدان ئەخەنەي يانماس يىدە يۈز يىل ئوتارغان ياڭى يوللار ئىلىندە خور 𝄆 سالار ئوغلۇن ئەنگىخلەردەن خورغۇماس يۈرغىن يولدا ئاردىنى قالماس 𝄇 تاڭنانيا سالار ئوغلۇن شۇنخۇادا داغلار سۇلار گۆخلى ۋولار چىۇرىل باشلا سالار ئوغلۇننى ئەسگى يولنى ئەخەنجى ئەللى يىلنى ئوتارغان دوغرۇ يوللار ئىلىندە خور | Таңнаня Салыр оғлун Шунхуада, Шунхуа ерлер яхчухли волар. Түни аҡҡан гөхли моран, Чиурил башдан эхеней янмас! Йиде йүз йил отарған, Яңи ёллар илинде. Хор: 𝄆 Салыр оғлун энъгихлерден хорғумас, Йүрғин ёлда ардини ҡалмас! 𝄇 Таңнаня Салыр оғлун Шунхуада, Дағлар сулар гөрүхли волар. Гунчандоң башла Салыр оғлунни, Эсги ёлни эхенҗи йүрмес! Элли йилни отарған Доғру ёллар илинде Хор |